# À Sombra dos Laranjais
À Sombra dos Laranjais é uma telenovela brasileira produzida e exibida pela TV Globo de 7 de fevereiro a 23 de maio de 1977, em 91 capítulos. Substituiu Escrava Isaura e foi substituída por Dona Xepa, sendo a 11ª "novela das seis" exibida pela emissora.
Escrita por Benedito Ruy Barbosa e Sylvan Paezzo, adaptada da peça teatral homônima de Viriato Correia e dirigida por Herval Rossano e Milton Gonçalves.

## Trama
A história começa com a volta de Pedro (Herval Rossano) à cidade fictícia de Laranjais, de onde saíra havia vinte e oito anos, deixando a noiva, Madalena (Aracy Cardoso). Depois de tanto tempo, Pedro havia-se tornado um advogado importante, cujo sucesso Madalena acompanhava de longe, sempre à sua espera e alheia às diferenças políticas entre suas famílias: os Lemos, na figura do prefeito, Perácio Lemos (Castro Gonzaga), irmão de Pedro, e os Caldas, representantes da oposição, liderados por Marta Caldas (Beatriz Lyra), irmã de Madalena.
Marta é uma mulher amarga e inconformada com o irmão Tomé (Ary Fontoura), que não quis seguir a carreira política do pai, falecido.
Longe de Laranjais, Pedro havia-se casado, tido um filho e ficado viúvo, mas continuava prometendo casamento a todas as mulheres com as quais se envolvia. De volta à sua terra, encontra a família em campanha política e a antiga noiva, ainda apaixonada. A história de amor entre os dois é o fio condutor de toda a novela.
Além disso, retrata-se na trama a forte ligação entre os habitantes de Laranjais e os artistas de um circo que se instala na pequena cidade.

## Elenco
| Ator               | Personagem                 |
| ------------------ | -------------------------- |
| Ary Fontoura       | Tomé Caldas / Estopim      |
| Herval Rossano     | Pedro Lemos                |
| Aracy Cardoso      | Madalena Caldas            |
| Castro Gonzaga     | Perácio Lemos              |
| Beatriz Lyra       | Marta Caldas               |
| Marcelo Picchi     | Perácio Lemos Jr. (Júnior) |
| Maria Pompeu       | Fátima                     |
| Patrícia Bueno     | Lurdinha                   |
| Élcio Romar        | Juan Carlos                |
| Fernando José      | Manoel Tavares             |
| Ísis Koschdoski    | Zulmira Caldas             |
| Paulo Gonçalves    | Alvarez                    |
| Tamara Taxman      | Dalva                      |
| Arthur Costa Filho | Dr. José Medeiros          |
| Monah Delacy       | Maria das Graças           |
| Marília Barbosa    | Ritoca                     |
| Lauro Góes         | Cláudio Lemos              |
| Lídia Brondi       | Lúcia / Lúcio              |
| Wellington Botelho | Bruno                      |
| Sílvia Salgado     | Berenice                   |
| Marcus Toledo      | Nelson                     |
| Walter Moreno      | Sebastião                  |
| Gilda Sarmento     | Generosa                   |
| Cristina Mullins   | Débora                     |
| Reco-Reco          | Ele mesmo                  |
| Toquinho           | Ele mesmo                  |
| Treme-Trem         | Ele mesmo                  |

## Produção
Baseada na peça À Sombra dos Laranjais, escrita por Viriato Correa estrelada por Eva Todor e André Villon em 1944, foi criada por Sylvan Paezzo, que escreveu a novela até o capítulo 30, sendo posteriormente substituído por Benedito Ruy Barbosa.

## Exibição
Foi reprisada entre 7 de janeiro a 2 de maio de 1980, às 13h30, substituindo Estúpido Cupido, sendo a última novela reprisada nessa faixa, sem um título de sessão específico (Vale a Pena Ver de Novo). Sua "substituta" (Dona Xepa), começou a ser reprisada no horário das 16h, inaugurando a faixa Vale a Pena Ver de Novo, retornando ao horário das 13h30 durante sua exibição.

### Outras Mídias
Foi disponibilizada pelo Globoplay em 14 de abril de 2025, através do Projeto Fragmentos, que visa resgatar obras incompletas cujos capítulos foram perdidos em incêndios ou no processo de substituição de mídias físicas por questões econômicas. Foram preservados seis capítulos: 01, 02, 45, 46, 90 e 91.

## Trilha sonora
A trilha sonora da telenovela Á Sombra dos Laranjais, foi lançada em 1977 pela gravadora Som Livre em formato de LP compacto. O disco contém seis faixas (divididos em cada lado) selecionadas para complementar a narrativa da telenovela, refletindo a atmosfera simbólica, poética e circense presente na trama.
O grande destaque da trilha é o tema de abertura, "O Circo", composto por Sidney Miller, a canção foi originalmente gravada pela cantora Nara Leão em 1967 e lançada no álbum de estúdio Vento de Maio, pela gravadora Philips. Dez anos depois, a música foi regravada por Marília Barbosa, que deu vida a personagem Ritoca, tornando-se o icônico tema de abertura.
As canções foram interpretadas por nomes notáveis da música brasileira, como Helio Matheus, Márcio Lott, Renata Lu e Marília Barbosa. Marília teve um destaque significativo na trilha, interpretando três faixas: "O Circo" (tema de abertura), "À Sombra dos Laranjais" (tema de Pedro e Madalena) e "Não Interessa" (tema de Madalena). A faixa-título, "À Sombra dos Laranjais", foi composto por José Jorge e Helvecio, e a faixa "Não Interessa", foi composto por Catoni.
A trilha sonora conta com direção de produção musical Guto Graça Mello, com arranjos e regência de Waltel Branco. As gravações ocorreram no Estúdio Level, em janeiro de 1977. João Araújo foi o coordenador geral da produção, e João Melo atuou como produtor executivo.
Lista de faixas
1. O Poeta e a Lua - Hélio Matheus (tema de Tomé)
2. Mata-borrão - Márcio Lott (tema de Pedro)
3. O Circo - Marília Barbosa (tema de abertura)
4. À Sombra dos Laranjais - Marília Barbosa (tema de Pedro e Madalena)
5. Mulher de Malandro - Renata Lu (tema de locação: Circo)
6. Não Interessa - Marília Barbosa (tema de Madalena)

- Coordenação geral: João Araújo
- Direção de produção: Guto Graça Mello
- Produção executiva: João Mello
- Produção, repertório e arranjos: Waltel Branco